# Колледж Христа (Финчли)
Ко́лледж Христа́, (англ. Christ's College, CCF) — средняя школа со статусом академии в лондонском районе Ист-Финчли (Великобритания). Колледж входит в состав Лондонского округа местного управления образования Барнет. С сентября 2018 года колледж Христа предлагает услуги образования для школьников (как девочек, так и мальчиков), поступающих в 7 класс. По состоянию на начало 2021 года в школе учились 967 учеников, и она специализировалась на математике и информационных технологиях.

## История
История современного колледжа Христа начинается с двух разных школ:
- Школа на Чапел-Стрит, основанная преподобным Ватсоном в 1842 году, позже школа Олдер (англ. Alder School).
- Школа Финчли-Холл, основанная преподобным Томасом Ридером Уайтом в 1857 году, позже — колледж Христа (англ. Christ’s College)[4][5].

### Школа Олдер, Лонг-лейн

Значок школы Олдер, дерево, изображённое на нём — ольха (Alder), охотничьи рога взяты с герба боро Финчли.

Британская школа на Чапел-стрит в лондонском районе Ист-Финчли была открыта местными конгрегационалистами в 1842 году, но в 1876 году пожар уничтожил первоначальное здание, а в 1881 году новое здание стало первой школой-интернатом в Финчли. В 1880-х годах Ист-Финчли быстро рос, и школьный совет Финчли решил построить новое здание на Лонг-лейн, которое было открыто в 1884 году, и в конце того же года персонал и ученики переехали в новое помещение.
В 1931 году в школе открылось новое крыло и она была переименована в школу Олдер в честь председателя комитета по образованию Финчли. Школа была разделена на три дома: «Рейнджеры», «Лучники» и «Лесники». В 1944 году она стала смешанной средней современной школой, а в 1958 году — школой для мальчиков. Она состояла из четырёх школьных домов: «Рейнджеры» (жёлтый), «Лучники» (красный), «Лесники» (зелёный) и «Вездеходы» (синий).
Школа рассматривалась как обеспечивающая необходимое образование для квалифицированных рабочих светотехнических предприятий Финчли, таких как Simms Motor Units и Hendon and Barnet. В 1960-х годах в ней также преподавали поэт Боб Коббинг и автор бестселлера «Культура бомбы» Джефф Наттолл. Школа была объединена с колледжем Христа в 1978 году, а здания на Лонг-лейн были снесены.

### Колледж Христа, Хендон-лейн

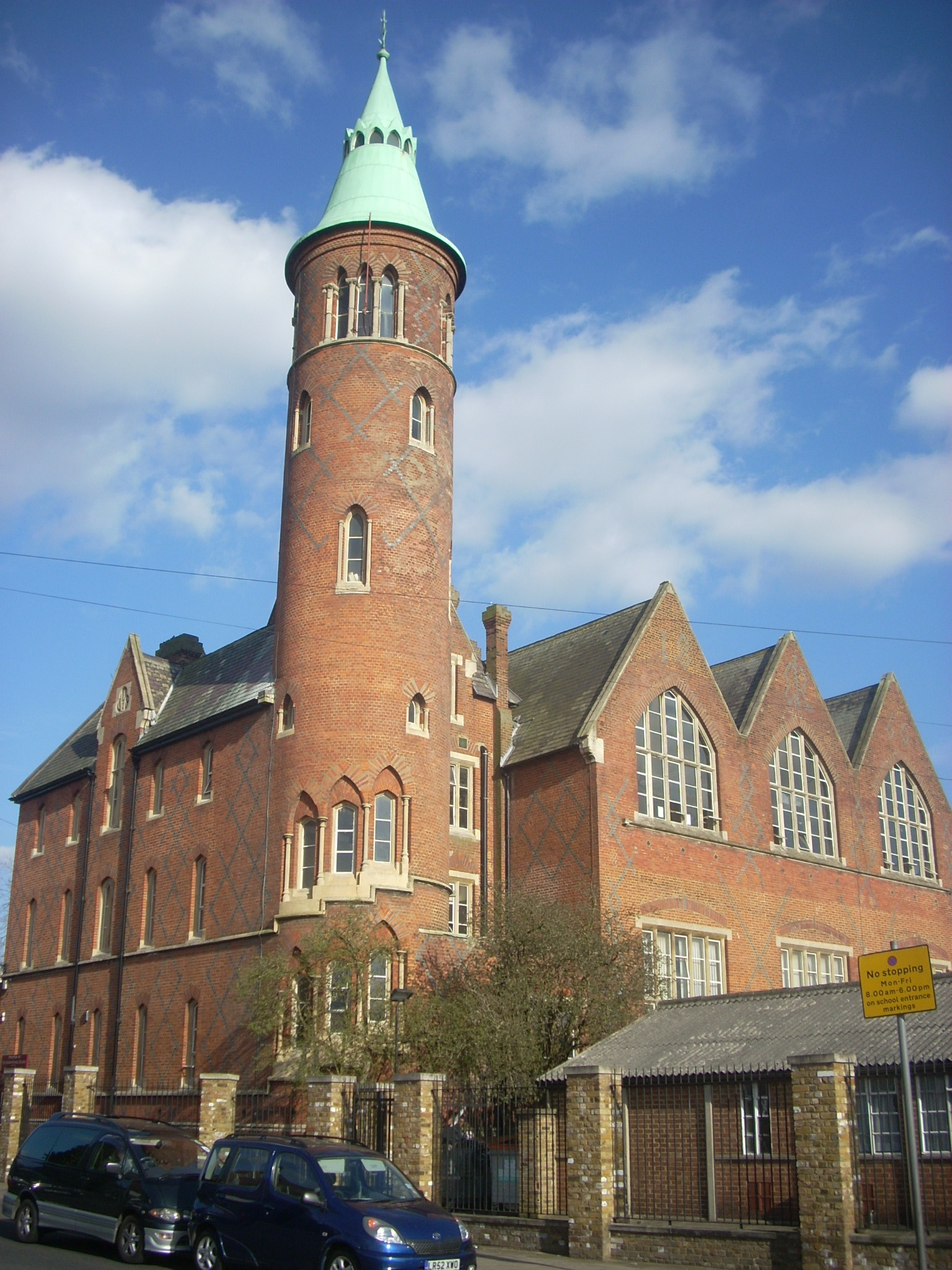
Бывшее здание колледжа Христа на Хендон-лейн

В 1857 году преподобный Томас Ридер Уайт, ректор церкви Святой Марии в Финчли, открыл школу Финчли-холл на Хендон-лейн (рядом с церковью, на том месте, где раньше находилась библиотека Черч-Энд), в здании местной гостиницы Queen’s Head. На следующий год по проекту Энтони Сальвина была демонтирована конюшня и была построена новая школа. Школа была англиканской, и предназначалась для предоставления услуг общего образования по разумной цене.
Школа стала популярной, и в 1860 году на деньги брата Уайта, богатого лондонского купца, через дорогу от школы был построен колледж Христа. Проект был разработан архитектором Эдвардом Робертсом, а главной его особенностью стала 120-футовая башня, являющаяся местной достопримечательностью. Колледж процветал в 1860-х и 1870-х годах, когда его директором был преподобный Уайтхед. Под его руководством колледж впервые была разделена на четыре школьных дома: Северный, Южный, Восточный и Западный.
После тяжёлой болезни Уайта в 1877 году колледж пришла в упадок. В 1902 году он был передан Совету графства Миддлсекс в качестве первой гимназии графства Мидлсекс. Джон Тиндал Филлипсон, директор колледжа с 1895 года пытался переименовать его и изменить программу обучения, но эти попытки не увенчались успехом. В 1904 году на базе колледжа был образован стрелковый клуб, который вскоре стал кадетским корпусом. В 1906 году для колледжа была приобретена новая территория неподалёку от ручья Доллис, куда были перенесены спортивные площадки, ранее находившиеся в непосредственной близости от церкви Святой Марии.
В 1927 году колледж увеличился в размерах за счёт новых зданий и перестал быть англиканским учебным заведением. В 1972 году на участке в Ист-Финчли была построена новая пристройка, в которой разместились классы дизайна и технологии. Как окружная гимназия, колледж имел прочную академическую репутацию, особенно в области естественных наук, и многие его ученики продолжали свое образование в Оксфордском и Кембриджском университетах. В 1990 году участок на Хендон-Лейн был продан, и колледж полностью переехал в Ист-Финчли. В течение некоторого времени бывшее здание колледжа не эксплуатировалось. В нём планировалось разместить центр искусств, но в конце концов оно было продано еврейской школе Pardes House.

## Колледж Христа, Ист-Энд-роуд
В 1978 году колледж был разделён на Верхнюю школу, которая располагалась на Хендон-лейн, и Нижнюю, располагавшуюся на нынешнем месте колледжа, на Ист-Энд-роуд. Вся школа переехала на Ист-Энд-роуд в 1991 году, во времена руководства Брайана Флетчера. В 2002 году директор Пол О’Ши в старший класс впервые были набраны девочки.
Колледж Христа стал специализированным математико-вычислительным колледжем, то есть он получает дополнительные средства для инвестиций в свои математические и вычислительные курсы. По состоянию на начало 2021 года директором школы был Самсон Олусанья.

## Объединённый кадетский отряд
Первые кадеты в колледже Христа появились в 1864 году, когда в школе был сформирован кадетский корпус, прикреплённый к 14-му (Хайгейт) Миддлсекскому стрелковому добровольческому корпусу. Он был расформирован в 1867 году, и по тому поводу сохранилось немного записей.
Нынешний кадетский отряд был основан в 1904 году, когда был образован стрелковый клуб. Хотя в основном это гражданский стрелковый клуб, многие его члены имели воинские звания и регулярно тренировались. Преобразование в настоящее кадетское подразделение произошло в 1911 году, когда в школе была сформирована рота № 2 1-го кадетского батальона Миддлсекского полка (как его официально называли). В 1938 году подразделение было временно переименовано в «C» (кадетскую) батарею Королевской артиллерии 61-й зенитной бригады (Финсбери). К 1942 году подразделение снова вошло в состав 1-го кадетского батальона, со знаками отличия Миддлсекского полка. Когда в 1948 году 1-й кадетский батальон был расформирован, это подразделение превратилось в контингент колледжа Христа, объединённые кадетские силы, самоуправляемое подразделение, которым оно остается и сегодня.
В 1952 году в память о павших в боях во время Второй мировой войны членах Контингента подразделению были вручены свои знамёна. Школьный объединённый кадетский отряд (CCF) — один из немногих кадетских отрядов в стране, имеющих своё знамя. Последнее серьёзное изменение произошло в 1969 году, когда кадеты вышли из состава Миддлсекского полка. Кадетам колледжа было разрешено носить знаки различия парашютного полка.

## Герб и девиз

Школьный герб c 1906 года до 1970-х годов

Школьный герб с 1906 года представлял собой комбинацию трёх зубчатых мечей традиционного графства Мидлсекс и зяблика над дубом — старого неофициального герба городского округа Финчли. Девиз, с марта 1906 года, — лат. Usque Proficiens, что означает «Идти до конца».
Когда колледж Христа был гимназией, до того, как он был объединён с общеобразовательной школой с более низким уровнем успеваемости, на эмблеме колледжа Христа были только буквы CCF. После слияния в 1970-х годах был разработан текущий логотип и составлен девиз.

## Регби-юнион
Колледж внёс свой вклад в регби-юнион. Шлем для регби был изобретён в колледже Христа в Финчли. Три выпускника внесли заметный вклад в спорт:
- Чарльз Джон Монро[англ.] (в колледже Христа в 1867—1869 годах), основатель регби-юнион в Новой Зеландии.
- Р. Шепстон Джидди (англ. R. W. Shepstone Giddy) (в колледже Христа в 1871—1874 годах), а затем генеральный солиситор Капской колонии, был одним из тех, кто познакомил Южную Африку с регби.
- Уильям Перси Карпмел[англ.], который учился в колледже с 1876 по 1883 годы — основал футбольный клуб Барбарианс, команду, которая по традиции играет последний матч в турне по Великобритании, Австралии, Новой Зеландии или Южной Африки[16].

## Известные бывшие ученики
- Дэвид Бернштайн[англ.], бывший председатель футбольной ассоциации Англии.
- Арнольд Бурген[англ.], президент Международного союза фундаментальной и клинической фармакологии[англ.] с 1972 по 1975 годы, и Европейской академии с 1988 по 1994 годы.
- Лесли Бургин[англ.], либерал, член Палаты общин от избирательного округа Лутон[англ.] с 1929 по 1931 годы.
- Ричард Десмонд, издатель и владелец Daily Express.
- Джон «Эдди» Эдвардс (англ. John «Eddie» Edwards), ветеран-барабанщик панк-группы The Vibrators.
- Фрэнк «Лофти» Ингленд[англ.], менеджер команды Jaguar на гонке 24 часа Ле-Мана, позже — её главный исполнительный директор.
- Ник Фадж[англ.], живописец, скульптор, цифровой художник.
- Харви Голдсмит[англ.], промоутер в шоу-бизнесе.
- Демис Хассабис, исследователь искусственного интеллекта, нейробиолог, разработчик компьютерных игр, шахматист мирового класса.
- Израэль Хигер[англ.], биохимик, первооткрыватель органических канцерогенных соединений.
- Энтони Холландер[англ.], профессор, глава института интеграционной биологии Ливерпульского университета с 2014 года.
- Стенли Калмс[англ.], президент и глава компании Dixons Retail[англ.].
- Джон Кингман[англ.], математик, вице-канцлер Бристольского университета с 1985 по 2001 годы.
- Питер Лачманн[англ.], Шейла Джоан Смит профессор иммунологии[англ.] Кембриджского университета с 1977 по 1999 года.
- Роджер Лайонс[англ.], генеральный секретарь профсоюза Amicus[англ.] с 2002 по 2004 года, и объединения Manufacturing, Science and Finance[англ.] с 1992 по 2002 годы.
- Перри Митчелл[англ.], бизнесмен, член палаты Лордов.
- Стенли Митчелл[англ.], академик, переводчик, автор одного из переводов «Евгения Онегина» на английский язык.
- Эдвард Уорнер Миран[англ.], член палаты общин от избирательного округа Саут-Бедфоршир[англ.] в 1950—1951 годах.
- Чарльз Джон Монро[англ.], познакомивший Новую Зеландию с регби-юнион.
- Рэй Парк, актёр, каскадёр, мастер боевых искусств.
- Стив Ричардс[англ.], журналист, политический корреспондент.
- Чарльз Саатчи, специалист по рекламе и коллекционер произведений искусства.
- Дэниел Сабба (англ. Daniel Sabbagh), Помощник редактора газеты «The Guardian».
- Джонатан Сакс, раввин и философ, политик, член Палаты лордов. Главный раввин Великобритании в 1991—2013 годах. Профессор.
- Уилл Селф, журналист, писатель.
- Джон Сопел[англ.], телеведущий.
- Майкл Стерн[англ.], член Палаты общин от избирательного округа Бристоль-Норт-Вест[англ.].
- Питер Стросон, философ.
- Уильям Триттон, британский инженер и менеджер, эксперт в области сельскохозяйственной техники, соизобретатель танка (с Уолтером Вильсоном).
- Эрик Уильямс[англ.], писатель.
- Дэвид Янг[англ.], политик, бизнесмен.
- Грехем, Зеллик[англ.], вице-канцлер Лондонского университета с 1997 по 2003 годы.
- Питер Боннингтон[англ.], гоночный инженер Формулы-1.